# 坂植由梨子
坂植 由梨子（さかうえ ゆりこ、1987年4月13日- ）は、日本の元レースクイーン、元イベントコンパニオン、元モデルである。
愛知県出身、元プリッツコーポレーション所属。

## 来歴
- 当初は名古屋市内の株式会社流行発信に勤務していたが[2][3]、2011年頃から地元の愛知県を中心にイベントコンパニオンとして活動を開始する。

- 2014年のSUPER GTにて、GT500クラスEPSON NAKAJIMA RACINGのレースクイーンとして正式にGTレースクイーンデビューを果たした。

- 2016年2月22日付の自身のTwitterで、「レースクイーン＜普通の女の子」として生活をしていくことを発表し、芸能活動無期限休止（事実上の芸能界引退）となった。

## 人物
- 趣味はショッピング、愛犬のお世話。特技は料理、バイオリン。
- 妹が1人いる[4]。
- モチコという名前のチワワを飼っている。

## 主な活動

### レースクイーン
- 主なレース
  - SUPER GT
    - 2014年：「EPSON NAKAJIMA RACING レースクイーン」（相方は文山恵）
    - 2015年：「EPSON NAKAJIMA RACING レースクイーン」（相方は文山恵）
- その他のレース
  - アジアクロスカントリーラリー
    - 2013年：「FLEX FEDERAL 哀川翔レーシング withヒロミ2013 FLEXgirl」

### イベント
- 東京オートサロン
  - 「フレックスブース」 FLEXgirl（2013年 - 2014年）※FLEXgirlではリーダーを務める
  - 「avexブース」 avexキャンペーンガール（2015年）
- 大阪オートメッセ
  - 「BOLD WORLDブース」 コンパニオン（2012年）
  - 「フレックスブース」 FLEXgirl（2013年 - 2014年）
  - 「TWSブース」 TWSプリンセス（2015年）
- 名古屋オートトレンド
  - 「HOT-Kブース」 コンパニオン（2012年）
  - 「フレックスブース」 FLEXgirl（2013年 - 2014年）
  - 「pandoraブース」 パンドラガール（2015年）
- 東京ゲームショウ
  - 「GREEブース」 コンパニオン（2012年）
  - 「i-style Projectブース」 コンパニオン（2013年）
  - 「カプコンブース」 コンパニオン（2014年）
- メカトロテックジャパン
  - 「日進工具ブース」 コンパニオン（2011年）
  - 「NTTデータブース」 コンパニオン（2013年）
- 名古屋オートフェスティバル
  - 「pandoraブース」 パンドラガール（2012年）
- ニコニコ超会議2
  - 「超車載ガレージブース（※フレックスとドワンゴのコラボレーションブース）」 FLEXgirl（2013年）
- CEATEC JAPAN
  - 「TE Connectivityブース」 コンパニオン（2012年）
- 札幌カスタムカーショー
  - 「フレックスブース」 FLEXgirl（2013年）※相方は三枝かよ（現：春名麻衣）
- 東京モーターショー
  - 「トヨタ車体ブース」 コンパニオン（2013年）
- チューニングカーワールド・エキサイティング
  - 「K-styleゾーン（※合同ブース）」 パンドラガール（2014年）

### ラウンドガール
- 「VTJ 1st」 ラウンドガール（2012年）

### その他
- 「サマーソニック2012 インターFMブース」（2012年8月18日、19日）
- 「FINAL FANTASY 25th anniversary FINAL FANTASY展」（2012年9月1日、2日）
- 「KEN BLOCK's TOKYO EXPERIENCE」 D1モンスターガール（2013年6月16日）

## 外部サイト
- 坂植由梨子のユリネコブログ Powered by Ameba（2011年4月27日〜）
- 坂植由梨子 公式ブログ GREE（2011年9月15日〜）